# Mandeni
Mandeni (auch Mandini) ist eine Kleinstadt in der südafrikanischen Provinz KwaZulu-Natal. Sie liegt in der gleichnamigen Gemeinde im Distrikt iLembe. 2011 hatte die Stadt 3904 Einwohner.
In Mandeni gibt es viele Fabriken. Das größte Unternehmen ist Sappi, der größte Papierhersteller in Südafrika.

## Geografie
Der Tugela fließt direkt durch Mandeni und mündet etwa 10 Kilometer vom Stadtzentrum in den Indischen Ozean. Die Stadt liegt 22 Kilometer von KwaDukuza und 96 Kilometer von Durban entfernt. Mandeni ist durch die Anbindung an die N2 mit dem überregionalen Straßennetz Südafrikas verbunden. Die R102 bietet Mandeni eine gute Verkehrsanbindung im Süden an KwaDukuza und im Norden an KwaGingindlovu.
Die Stadt liegt auf einer Höhe von 139 Metern über dem Meeresspiegel.
Die durchschnittliche Niederschlagsmenge in Mandeni beträgt 910 Millimeter. Der meiste Niederschlag fällt im Sommer (Oktober bis März). Die geringste Niederschlagsmenge gibt es mit 20 Millimeter im Juli. Der meiste Niederschlag fällt im Januar (127 Millimeter). Die durchschnittliche Höchsttemperatur in Mandeni variiert von 22,4 °C im Juni bis zu 27,9 °C im Januar. Der kälteste Monat ist der Juli. Hier liegen die durchschnittlichen Tiefsttemperaturen nachts bei 9,8 °C.